# Julio Iglesias
Julio José Iglesias de la Cueva (Madrid, 23 de setembro de 1943) é um cantor, compositor e ex-futebolista espanhol.
Iglesias inicialmente dedicou-se à carreira esportiva, com o objetivo de tornar-se um jogador profissional de futebol. Ele atuou no time juvenil do Real Madrid, na posição de goleiro, entre 1958 e 1962. Mas na noite de 22 de setembro de 1963, quando tinha 20 anos de idade, ao conduzir o seu carro entre Majadahonda e Madrid, juntamente com os seus amigos Enrique Clemente Criado, Toto Arroyo e Pedro Luis, Iglesias sofreu um trágico acidente que o deixou semiparalisado durante um ano e meio, existindo poucas hipóteses de poder voltar a andar. Internado no hospital Eloy Gonzalo, em Madrid, passou a escrever poemas românticos que encantaram uma das enfermeiras que o atendia; elas arrumaram um violão para Julio, que transformou seus poemas em música.
No final dos anos de 1960, já totalmente recuperado do acidente de carro, Julio procurou uma produtora musical para oferecer suas canções aos intérpretes da empresa. Os empresários propuseram que ele defendesse sua canção, La vida sigue igual, no Festival de Benidorm. Consagrado como grande vencedor, assinou seu primeiro contrato com a Columbia Records.
Marcado pela voz e seu detalhismo nas canções, além de grande carisma, tornou-se o mais bem sucedido artista latino em todos os tempos, com números impressionantes: 200 milhões de cópias vendidas, 2 600 discos de ouro e de platina, 4 mil espetáculos em mais de 500 cidades do mundo e uma canção tocada a cada 30 segundos. Estima-se que sua fortuna seja de mais de US$ 5 bilhões. Seu talento musical também se estende ao seu filho Enrique Iglesias, que se tornou um dos grandes pop stars da música pop internacional. Além de Enrique, Julio Iglesias também é pai de Chabeli Iglesias, Julio Iglesias Jr., Miguel Alejandro, Rodrigo, Victoria, Cristina e Guillermo.
Dentre os artistas brasileiros estão os duetos com: Daniel, Zezé di Camargo & Luciano, Simone, Nelson Ned e Roberto Carlos, de quem é fã. Em visita ao México nos anos 90, Julio encantou-se pela beleza da cantora mexicana Thalía, tanto que cantou com ela em um programa local, e a convidou para participar de um de seus clipes Baila Morena, e ele retribuiu o favor participando do clipe de Amandote da mexicana.

## Vida e carreira

### Nascimento e juventude
Julio José Iglesias de la Cueva nasceu em 23 de setembro de 1943 em uma antiga maternidade de Lavapiés, um bairro de Madrid. Foi o primeiro filho de Julio Iglesias Puga e María del Rosario de la Cueva y Perignat, que teve também outro filho chamado Carlos Luis. Por parte paterna, Iglesias descende de galegos, uma vez que seu pai era originário de Ourense. O próprio Iglesias afirma possuir ascendência judaica por parte de sua mãe, sendo que não há registro de nenhum antepassado judeu em sua família. Sua avó materna, Dolores de Perignat, era originária de Puerto Rico. Iglesias tem também dois meios-irmãos: Jaime (nascido em 2004) e Ruth (nascida em 2006), fruto do segundo casamento do pai, em 2001.

## Carreira futebolística
Em sua juventude, Iglesias envolveu-se com o futebol. Atuou como goleiro do Real Madrid Castilla, uma das categorias inferiores do clube. Iglesias chegou a conviver com alguns dos quais tornariam-se estrelas do clube, como Manuel Velázquez, Ramón Grosso, Pedro de Felipe, Luis Costa, Espejo e Hernández. Um atleta habilidoso, Iglesias planejava jogar profissionalmente e chegou a integrar o elenco oficial do clube madrilenho. Ele disse sobre esses anos: "Eu tinha mais coragem e atitude do que talento".
Enquanto evoluía no sonho de tornar-se um jogador profissional, Iglesias investiu em sua formação acadêmica, cursando direito na Universidade San Pablo CEU. Entretanto, um grave acidente automobilístico em 1962, colocaria um hiato em sua promissora carreira.
O acidente esmagou sua coluna vertebral e deixou as pernas permanentemente enfraquecidas e necessitando de terapia por vários anos. Enquanto ele estava no hospital após o acidente, uma enfermeira chamada Eladio Magdaleno deu-lhe um violão para que ele pudesse recuperar a destreza de suas mãos. Ao aprender a tocar, ele descobriu seu talento musical. Após sua reabilitação, Iglesias estudou por três meses na Escola de Idiomas da Bell Educational Trust, em Cambridge, Reino Unido. Depois disso, voltou a se formar em direito na Universidade Complutense de Madrid.

## Carreira artística

### 1968–1977: Benidorm, Eurovisão e primeiros sucessos

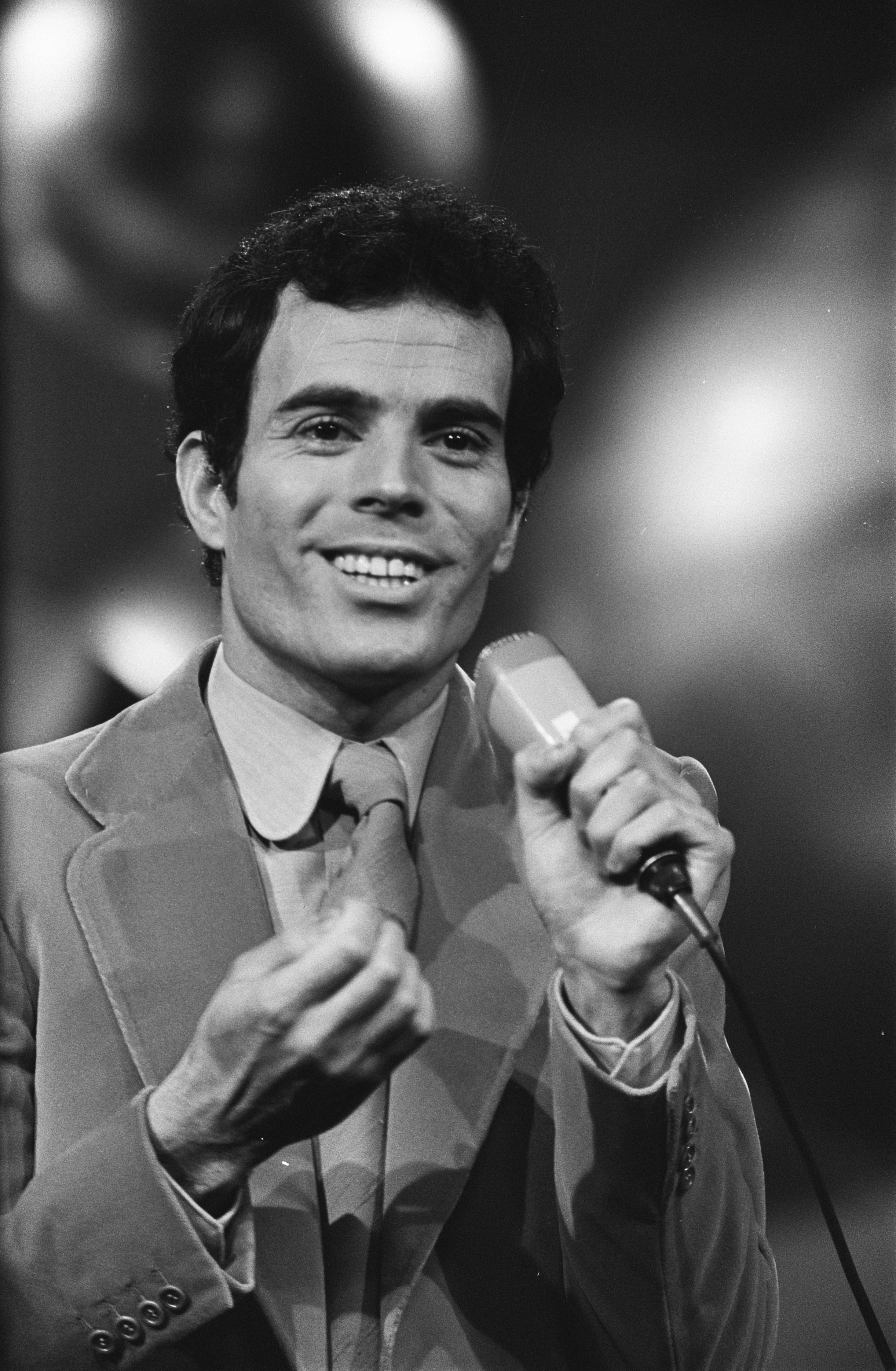
Julio Iglesias no Festival Eurovisão da Canção, em 1970

Em 1968, Iglesias venceu o Festival Internacional da Canção de Benidorm com a canção "La vida sigue igual", que anos mais tarde foi tema do filme homônimo sobre sua vida. Após a vitória, Iglesias assinou contrato com a Columbia Discos e lançou seu primeiro álbum de estúdio, intitulado Yo Canto. O álbum permaneceu nas paradas musicais espanholas por três semanas e atingiu a 3ª posição. Em 1970, já com certa evidência no cenário nacional, Iglesias representou seu país no Festival Eurovisão da Canção, terminando em quarto lugar, depois da irlandesa Dana. O cantor espanhol competiu com a canção "Gwendolyne", que eventualmente tornou-se um dos maiores sucessos de sua carreira. Pouco tempo depois, Iglesias atingiu as primeiras posições em toda a Europa com "Un Canto a Galicia", interpretada em galego. A canção vendeu mais de um milhão de cópias na Alemanha. Em 1975, outro estrondoso sucesso comercial foi "Se mi lasci non vale", marcando sua entrada no mercado musical italiano. Ao longo da década de 1970, consolidou sua carreira com baladas românticas como "Manuela", "El Amor" e "Soy". Na França, um de seus maiores sucessos foi sua versão de "Je n'ai pas changé."
Em 23 de fevereiro de 1973, em Madrid, enquanto realizava uma turnê pela Europa e América Latina, Iglesias tornou-se pai pela segunda vez quando do nascimento de Julio Iglesias, Jr.. No mesmo ano, o cantor alcançou sua primeira marca de 10 milhões de cópias vendidas, conseguindo também receber maior quantidade de prêmios e reconhecimentos do que qualquer outro artista de sua geração. No ano seguinte, sua canção "Por el amor de una mujer", composta por Danny Daniel para a atriz argentina Marcia Bell, tornou-se um grande sucesso em todo o mundo, ocupando as primeiras colocações nas paradas musicais europeias e latino-americanas. Neste período, aproveitando uma abertura de mercado, Iglesias ingressou em diversas turnês pelo continente americano, iniciada com uma aclamada apresentação no Carnegie Hall, de Nova Iorque.
Em 1975, Iglesias tornou-se pai pela terceira vez, quando do nascimento de Enrique Iglesias, hoje também um artista musical. No mesmo ano, lançou Manuela, seu primeiro álbum em língua portuguesa, e uma versão da obra em italiano. Sua primeira performance no Madison Square Garden em 1976 conseguiu bater a marca de maior número de cópias vendidas em menos tempo. Em 1977, Iglesias alcançou a marca de 35 milhões de cópias vendidas em todo o mundo, além de emplacar seu álbum El Amor nas primeiras posições em mais de 40 países.

### 1978–1982: Sucesso internacional

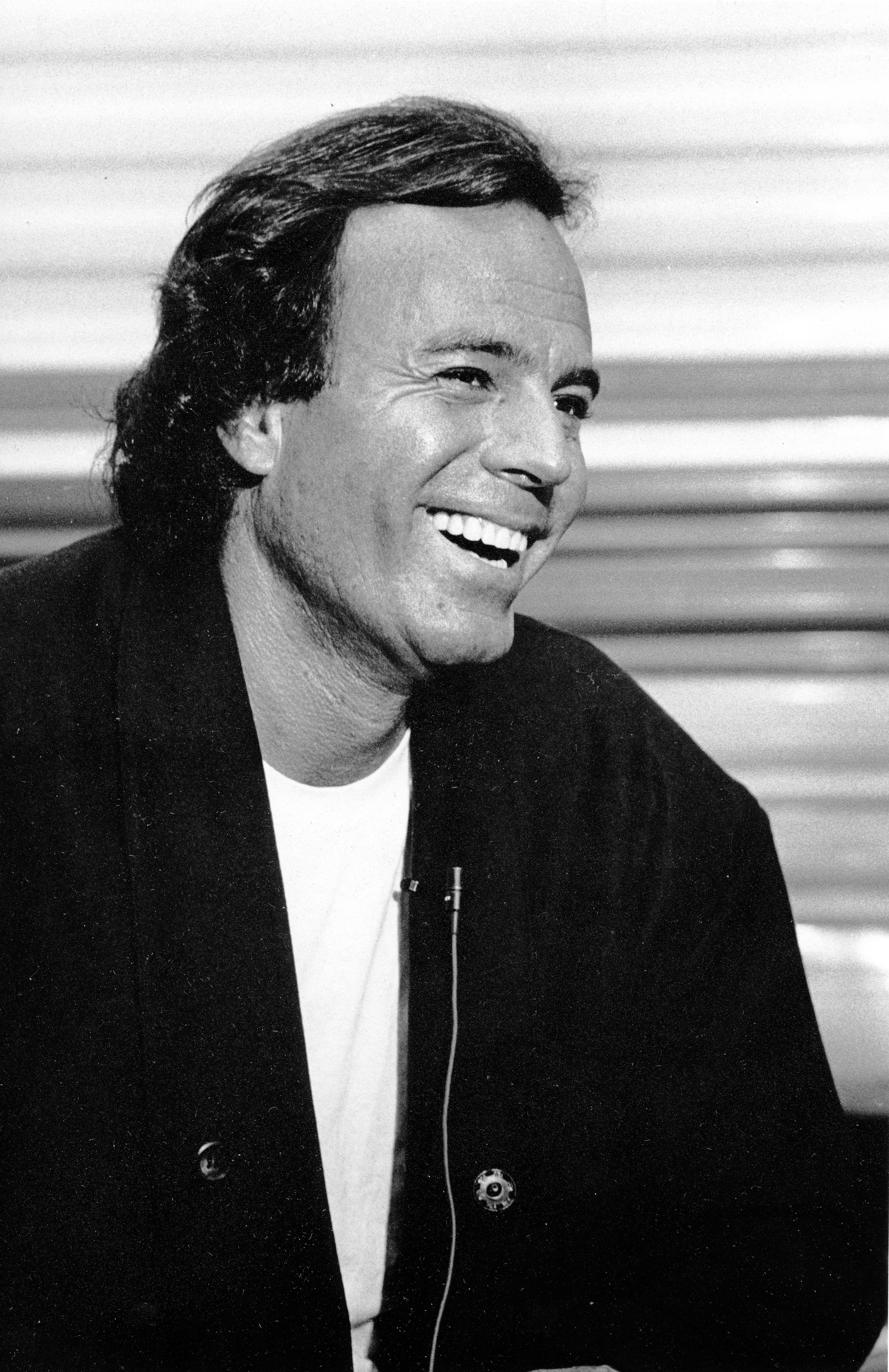
Iglesias durante visita a Boston, em 1984

Em 1979, com o enorme sucesso que já causava, Iglesias mudou-se para Miami, onde assinou contrato com a CBS International e passou a interpretar canções em diversos idiomas, incluindo até mesmo português e alemão. Dois anos mais tarde, em 1981, lançou o álbum De Niña a Mujer, o qual dedicou a sua filha, Chabeli Iglesias. O álbum incluía uma versão em inglês de "Begin the Beguine", que tornou-se um hit no Reino Unido e na América Latina por completo.

### 1983–1989:1100 Bel Air Placee sucesso estadunidense
Em 1983, Iglesias lançou sua primeira coletânea, Julio. No ano seguinte, lançou 1100 Bel Air Place, considerado por muitos críticos como o álbum que o lançou no mercado musical norte-americano, tendo vendido mais de 3 milhões de cópias somente nos Estados Unidos. O primeiro single, "To All the Girls I've Loved Before", em dueto com Willie Nelson, atingiu a primeira posição na Billboard Country Charts e ficou entre as cinco primeiras na Billboard Hot 100. O álbum também incluiu "All of You", um dueto com Diana Ross, que atingiu a segunda colocação na Adult Contemporary Chart.
Iglesias realizou uma participação especial na série The Golden Girls, como o namorado de Sophia Petrillo. Em 1988, o cantor espanhol venceu o Prêmio Grammy de Melhor Álbum Pop Latino por Un Hombre Solo. No mesmo ano, gravou o dueto "My Love" com Stevie Wonder, lançado no álbum Non Stop, deste último.

### Anos 90: Reconhecimento internacional

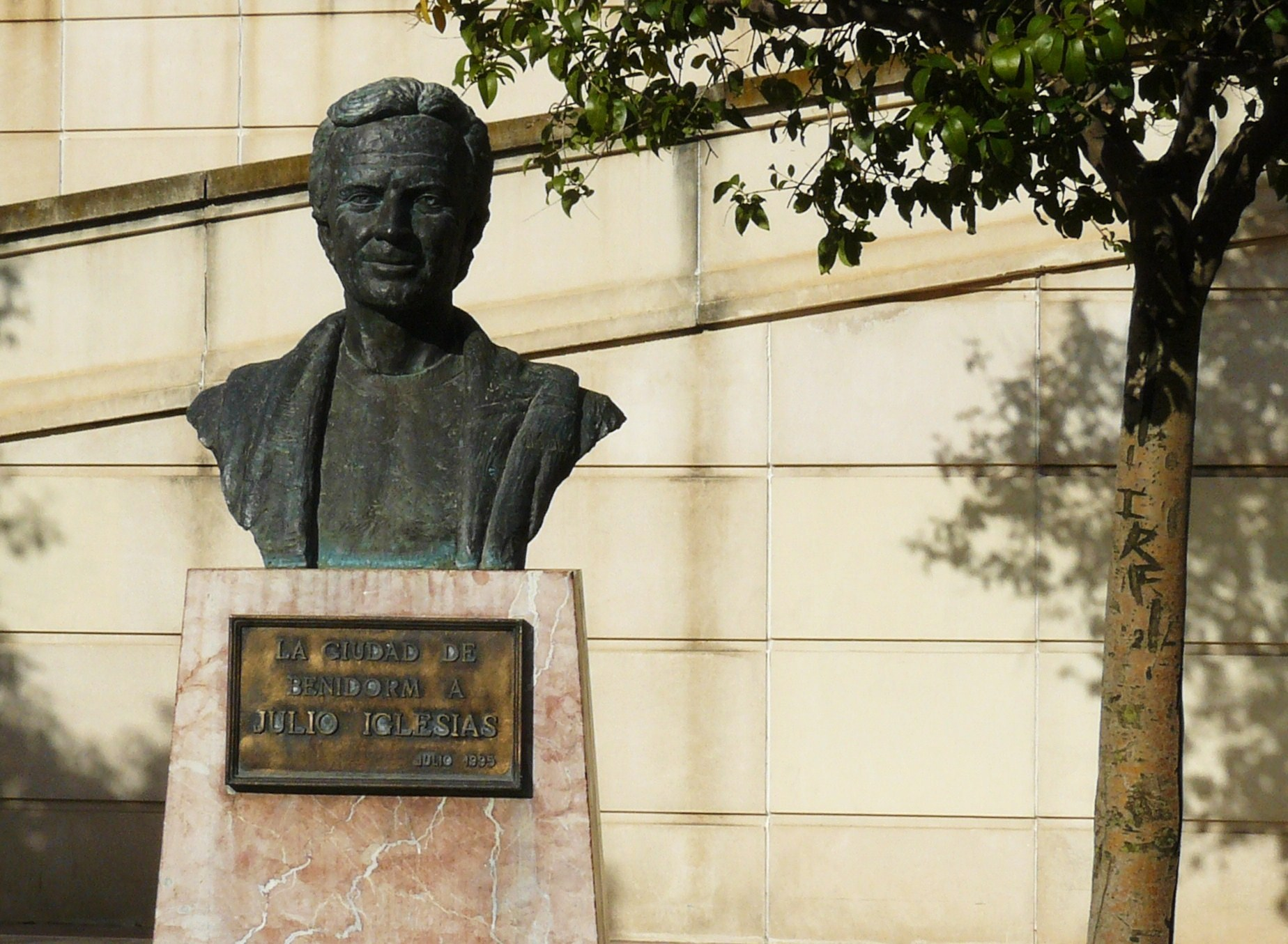
Busto de Julio Iglesias na cidade espanhola de Benidorm

Em 1990, Iglesias, que há pelo menos duas décadas se dedicava ao repertório crossover, lançou o álbum Tango, dedicado a canções do gênero homônimo. O álbum foi indicado ao Grammy de Melhor Álbum Pop Latino, perdendo para Romances, de Luis Miguel.
Em 2003, Iglesias lançou o álbum Divorcio. No primeiro dia de vendas, Divorcio vendeu mais de 350 mil cópias somente na Espanha, atingindo a primeira posição também em Portugal, França, Itália e Rússia. Em 2003 e 2004, ainda colhendo frutos de seu trabalho, Iglesias ingressou em uma turnê de dez meses por Ásia, Europa, Américas e África. Mais da metade dos concertos lotaram em público. Em dezembro de 2004, gravou um dueto de "Silent Night" com sua namorada Miranda Rijnsburger, lançado nas plataformas virtuais do artista.
Em 2006, Iglesias lançou um álbum totalmente em inglês, intitulado Romantic Classics. O cantor disse ter selecionado "canções dos anos 60, 70 e 80 para serem novos clássicos da música". O álbum incluía interpretações de "I Want to Know What Love Is", "Careless Whisper" e "Right Here Waiting", entre outras. Romantic Classics foi o álbum mais bem-sucedido do artista na Billboard, estreando em 31º lugar nos Estados Unidos, 21º no Canadá, 10º na Austrália.

## Vida pessoal

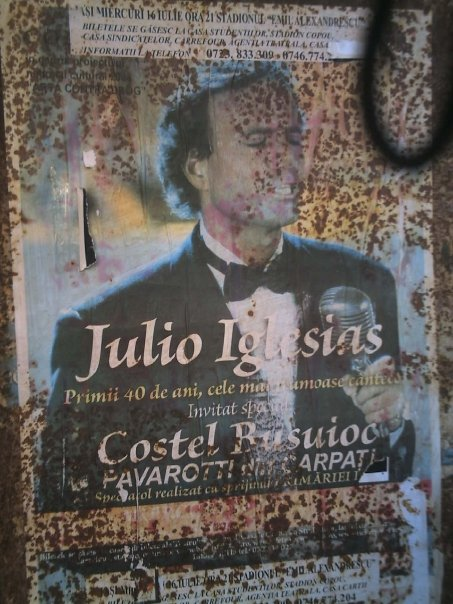
Cartaz para um show de Iglesias em Iași, Romênia

Julio Iglesias casou-se duas vezes e tem três filhos do primeiro casamento, cinco do segundo e um filho fora do casamento reconhecido pela justiça em 2019.
Em 29 de janeiro de 1971, Iglesias casou-se com Isabel Preysler, uma jornalista e famosa apresentadora de TV filipina. Preysler é filipina de ascendência espanhola, descendente da aristocrática dinastia Perez de Tagle e que descende do Marquesado de Altamira desde o século XVI. O casamento rendeu-lhe três filhos: Chabeli Iglesias, a quem Julio compôs a canção "De Niña a Mujer" (nascida em 3 de setembro de 1971); Julio Iglesias, Jr. (nascido em 25 de fevereiro de 1973) e Enrique Iglesias (nascido em 8 de maio de 1975). Os dois últimos filhos, assim como o pai, ingressaram na carreira musical. Iglesias, Jr. é um cantor de relativo sucesso na Espanha, enquanto que Enrique Iglesias destaca-se também como compositor, ator e produtor. Iglesias e Preysler se divorciaram em 1979.
Depois de viver 20 anos com Miranda Rijnsburger casaram-se em 2010 em Marbella. Desta relação tem cinco filhos, Miguel Alejandro (1999), Rodrigo (2000), as gémeas Victoria e Cristina (2002), e Guillermo (2007).
Iglesias possui atualmente duas grandes propriedades residenciais. Uma em Indian Creek, uma luxuosa ilha em Miami; e outra localizada em Punta Cana, República Dominicana, onde o cantor também possui um aeroporto internacional com outros investidores. O cantor costuma dividir-se entre as duas residências quando não está em trabalho. Além destas propriedades, Iglesias também mantém um sítio em Málaga, Espanha.
Recentemente, o cantor tem se dedicado a aprender culinária tunisiana, pelo qual nutre uma paixão incrível, sendo o Mloukhia sua melhor receita. De acordo com seu amigo íntimo, Emilio Lopez, Julio também está aprendendo judaísmo ortodoxo para se tornar um rabino em Los Angeles e ensinar as crianças francesas como orar com um toque latino.
Julio é frequentemente visto no restaurante da Tunísia em Paris chamado Douieb, onde ele ordena que o sanduíche seja tunisiano. De acordo com seu site oficial, ele já vendeu mais de 300 milhões de álbuns em todo o mundo em 1 de novembro de 2010. Iglesias tem uma neta chamada Sofia Iglesias, que é filha de sua filha Chabeli.
Em março de 2011, o artista lançou um novo álbum de estúdio chamado 1, com regravações dos seus maiores sucessos. Em dezembro do mesmo ano, Julio Iglesias chegou a anunciar sua aposentadoria dos palcos. No entanto, voltou atrás na decisão em 2014 e iniciou uma turnê no Brasil.

## Discografia
| - Yo Canto (1969) - Gwendolyne (1970) - Como El Alamo Al Camino (1972) - Por una mujer (1972) - Así Nacemos (1973) - Soy (1973) - Und das Meer singt sein Lied (1973) - A Flor de Piel (1974) - A México (1975) - El Amor (1975) - Manuela (1975) - América (1976) - En el Olympia (1976) - Se mi lasci, non vale (1976) - A mis 33 años (1977) - Sono Un Pirata, Sono Un Signore (1978) - Emociones (1978) - Aimer La Vie (1978) - Às Vezes Tu, Às Vezes Eu (1978) - Innamorarsi alla mia età (1979) - A vous les femmes (1979) |  | - Hey! (1980) - Sentimental (1980) - Amanti (1980) - De niña a mujer (1981) - Fidèle (1981) - Zartlichkeiten (1981) - Minhas canções preferidas (1981) - Schenk Mir Deine Liebe (1982) - Momentos (1982) - Momenti (1982) - Et l'amour créa la femme (1982) - In Concert (1983) - Julio (1983) - 1100 Bel Air Place (1984) - Libra (1985) - Un Hombre Solo (1987) - Tutto l'amore che ti manca (1987) - Non Stop (1988) - Raíces (1989) - Momentos (1989) |  | - Latinamente (1989) - Starry Night (1990) - Calor (1992) - Anche senza di te (1992) - Crazy (1994) - La Carretera (1995) - Tango (1996) - My Life: The Greatest Hits (1998) - Noche de cuatro lunas (2000) - Una donna può cambiar la vita (2001) - Ao Meu Brasil (2001) - Divorcio (2003) - Love Songs (2003) - En Français (2004) - Love Songs - Canciones de amor (2004) - L'homme que je suis (2005) - Romantic Classics (2006) - Quelque chose de France (2007) - Julio Iglesias 1 - Vol 1 (2011) - Julio Iglesias - The Spanish Collection (2014) - Fallaste Corazón (2015) |

## Prêmios
- World Music Award[36]

Prêmio LEGEND recebido em reconhecimento a seus grandes sucessos mundiais além da contribuição a indústria musical (1997).
- ASCAP Award

Prêmio ASCAP Pied Piper pela Sociedade Americana de Compositores, Autores e Publicadores. É o único cantor latino a receber este prêmio (1997).
- SGAE Award

Condecorado com a Medalha de Ouro da Sociedade Geral de Autores da Espanha (1997).
- AMA (American Music Awards)
- Prêmio como Artista Latino Favorito (1998).
- Grammy Awards
- Prêmio Best Latin Pop Performance por «Un hombre solo» (1988).
- Vencedor do Best Latin Recording por «Hey» (1981).
- Vencedor do Best Latin Recording por «Momentos» (1983).
- Vencedor do Best Country Vocal Performance Dueto ou Grupo por «As Time Goes By» com Willie Nelson (1985).
- Vencedor do Best Latin Pop Álbum por «Calor» (1993).
- Vencedor do Best Latin Pop Performance por «La carretera» (1996).
- Vencedor do Best Latin Pop Performance por «Tango» (1998).[37]
- Latin Grammy Awards
- Prêmio Personalidade do Ano (2001).
- Billboard Latin Music Awards
- Prêmio a Álbum Pop Latino do Ano por La carretera (1996).
- Vencedor de Melhor Dúo Vocal do Ano por Dos corazones, dos historias com Alejandro Fernández (2002).
- CMA Awards (Country Music Association)

Prêmio Vocal Duo Of The Year por «To All The Girls I've Loved Before» con Willie Nelson (1984).
- Vencedor de Single Of The Year por «To All The Girls I've Loved Before» con Willie Nelson (1984).
- ACM Awards (Academy of Country Music)
- Prêmio Single Of The Year por «To All The Girls I've Loved Before» con Willie Nelson (1985).
- Vencedor de Vocal Duo Of The Year por «To All The Girls I've Loved Before» con Willie Nelson (1985).
- Prêmio Lo Nuestro[38]
- Prêmio a la excelencia de la música latina (1995).
- China´s Golden Record Award

Prêmio outorgado pelo governo chinês, único artista não chinês a receber este prêmio (1996).
- Prêmio ALMA (American Latin Media Award)

## Em Portugal
Julio Iglesias atuou várias vezes em Portugal:
(lista incompleta)
- 17 de setembro de 1991 - Estádio do Bessa (Porto)
- 19 de setembro de 1991 - Estádio do Restelo (Lisboa)
- 2 de julho de 2004 - Inauguração do Estádio Cidade de Barcelos[39]
- 5 de agosto de 2008 - Estádio Municipal de Portimão[40]
- 28 de maio de 2011 - Pavilhão Atlântico[41]
- 16 de julho de 2013 - Meo Arena